# Olof Mörck
Olof Mörck (Gotemburgo, 12 de dezembro de 1981) é um guitarrista sueco, membro de bandas como Amaranthe, Nightrage e Dragonland. Após Marios, Olof é o mais antigo membro da Nightrage. Recentemente Mörck gravou dois solos de guitarra para o álbum The Isolation Game da banda italiana de death metal melódico Disarmonia Mundi.
Mörck é um dos fundadores da banda Amaranthe (anteriormente conhecida como Avalanche), na qual formou ao lado de Jake E em 2008 em Gotemburgo na Suécia. Eles lançaram seu primeiro EP, Leave Everything Behind, em 2009. O primeiro álbum da banda foi lançado em 13 de abril de 2011 na Europa pela Spinefarm Records e recebeu boas críticas. Do álbum foram feitos dois videoclipes: um para a canção Hunger e outro que ainda está em produção.
Em 2010, My Darling Dismay divulgou um vídeo de uma canção com o mesmo título. A canção é mais voltada para um estilo rock do que os projetos de metal anteriores de Mörck.
Mörck aparece no álbum de 2010 The History of Saints da banda Vanisher da Carolina do Norte. Ele tocou o solo da canção Oceans.
Mörck também fez um solo de guitarra como convidado da banda australiana de power metal Lord em uma canção instrumental de seu lançamento de 2009 chamado Set In Stone.

## Equipamento/Endorsements
- Signature Caparison Horus 27 frets
- Custom Caparison Dellinger with EMG 81 and 85 pickups
- Caparison Horus Snow Cloud 27 frets
- Randall V2
- Randall XL cabinet RS412XLT
- Correias Elixir e DiMarzio
- Korg DT-10 stage tuner
- Providence cables S-102
- BBE Green screamer overdrive
- Elixir Strings (0.11-0.68)
- Palhetas Dunlop e Caparison (1.00 mm)

## Discografia

### com Dragonland
- Storming Across Heaven Demo (2000)
- The Battle of the Ivory Plains (2001)
- Holy War (2002)
- Starfall (2004)
- Astronomy (2006)
- The Return (2011)

### com Nightrage
- A New Disease Is Born (2007)
- Wearing A Martyr's Crown (2009)

### com Disarmonia Mundi
- The Isolation Game (2009)

### com Amaranthe
- Leave Everything Behind (2009)
- Amaranthe (2011)
- The Nexus (2012)
- Maximalism (2016)